# Karl Trabalski
Karl Trabalski (* 16. Mai 1923 in Leipzig; † 5. Dezember 2009 in Düsseldorf) war ein deutscher Politiker und ehemaliger Landtagsabgeordneter (SPD).

## Leben und Beruf

Trabalskis Großvater Richard Lipinski (1927)

Karl Trabalski, Sohn des Politikers Stanislaw Trabalski und seiner Ehefrau Margarete Trabalski, geborene Lipinski, Tochter des Gewerkschafters und Politikers Richard Lipinski, besuchte die Herder-Oberrealschule in Leipzig. In der Zeit des Nationalsozialismus war er einziger Schüler der Schule, der nicht in die Hitlerjugend eintrat. In seinem Kriegsdienst wurde er schwerversehrt. Nach dem Abitur studierte er Philosophie, Staatswissenschaften, Betriebswirtschaftslehre und Soziologie an der Universität Leipzig.
Als sein Vater wegen seines Widerstandes gegen die Bolschewisierung der durch Zwangsvereinigung entstandenen SED am 31. Oktober 1948 ohne Angabe von Gründen verhaftet und auch seine Familie unter Hausarrest gestellt wurden, musste er sein Studium abbrechen und als ältester Sohn für den Familienunterhalt sorgen. Sein Vater wurde 1950 freigelassen, bis er im Jahr 1952 erneut verhaftet und erst 1954 wegen „Kriegs- und Boykotthetze“ zu sechseinhalbjähriger Haft verurteilt wurde. Auf Antrag Karl Trabalskis hob das Landgericht Rostock am 30. September 1996 dieses Urteil als rechtsstaatswidrig auf.
Wegen seiner sozialdemokratischen Einstellung und seiner Äußerungen über die Sowjetunion sollte Karl Trabalski in einem Schauprozess verurteilt werden. Diesem entzog er sich jedoch am 29. April 1951 durch Flucht in den Westen. In Köln vollendete er sein Studium mit dem Abschluss als Diplom-Kaufmann. Nach dem Studium arbeitete er von 1951 bis 1952 als kaufmännischer Angestellter bei der Wohnungsgenossenschaft Düsseldorf-Ost. Von 1952 bis 1967 war er als wissenschaftlicher Referent im Wirtschaftswissenschaftlichen Institut (WWI) des DGB tätig. Danach arbeitete er als Betriebswirt in Industrie und Wohnungswirtschaft. Ab 1960 war Trabalski Vorstandsmitglied, von 1974 bis 1988 besoldetes Vorstandsmitglied der Wohnungsgenossenschaft Düsseldorf-Ost.
Nach der Deutschen Wiedervereinigung engagierte sich Karl Trabalski auf Wunsch von Johannes Rau bei der Sanierung des Leipziger Wohnungsbestandes. Der Leipziger Oberbürgermeister Hinrich Lehmann-Grube (SPD) schlug seinen Parteifreund Trabalski als Geschäftsführer der neu gegründeten stadteigenen Leipziger Wohnungs- und Baugesellschaft vor. Der Leipziger Stadtrat wählte Trabalski am 15. Dezember 1990 mit sofortiger Wirkung zum Nachfolger des Interims-Geschäftsführers Manfred Jäger. Trabalski, der über viele Jahre in verschiedenen Wohnungsverbänden tätig war, hatte jedoch keine Erfahrungen in Unternehmensführung. Er tätigte Investitionen in Immobilien mit unklaren Besitzverhältnissen, wodurch der Stadt Leipzig ein Schaden von über 400 Mio. DM entstand. 1992 wurde er als Geschäftsführer abberufen.
Trabalski wurde im Jahr 1951 Mitglied der SPD. 1952 trat Trabalski in die Gewerkschaft Handel, Banken und Versicherungen ein. In seiner Partei wurde er 1958 Mitglied des geschäftsführenden Vorstands des Unterbezirks Düsseldorf, von 1972 bis 1980 war er Mitglied im Vorstand des Bezirks Niederrhein (ab 1978 stellvertretender Vorsitzender). 1973 bis 1980 sowie 1982 gehörte er dem Landesausschuss Nordrhein-Westfalen an. Er war zudem Vorsitzender der Landesarbeitsgemeinschaft für Städtebau- und Wohnungspolitik des Landesverbandes Nordrhein-Westfalen. Ab 1977 war er stellvertretender Vorsitzender der Bundesarbeitsgemeinschaft für Städtebau- und Wohnungspolitik der SPD. Ab 1980 war er Vorsitzender des Ausschusses für Städtebau und Wohnungswesen des Landtags Nordrhein-Westfalen.
Karl Trabalski war verheiratet und hatte ein Kind.

## Abgeordneter
Vom 24. Juli 1966 bis 30. Mai 1990 war Trabalski Mitglied des Landtags des Landes Nordrhein-Westfalen. Er wurde jeweils im Wahlkreis 45 (Düsseldorf II) direkt gewählt, nur in der 8. Wahlperiode rückte er über die Landesliste (Listenplatz 20) seiner Partei in den Landtag ein. In der SPD-Landtagsfraktion war er von 1967 bis 1980 Sprecher für Wohnungs- und Städtebau und von 1975 bis 1985 Mitglied des Fraktionsvorstandes.
Am 5. März 1969, am 23. Mai 1979 und am 23. Mai 1984 war er Mitglied der Bundesversammlung zur Wahl des Bundespräsidenten.

## Ehrenämter
Trabalski gehörte seit 1958 der Arbeiterwohlfahrt Düsseldorf an. Im Jahr 1992 übernahm er, nach dem Tod seiner Ehefrau Ursula Trabalski, den Vorsitz des Ortsvereins Gerresheim, 2003 wurde er zum Ehrenvorsitzenden des Ortsvereines ernannt. Geprägt durch eigene Erfahrungen engagierte er sich für Heimatvertriebene, Flüchtlinge und Aussiedler. Dafür erhielt er 1987 den Verdienstorden des Landes Nordrhein-Westfalen.
Von 1966 bis 1986 war Trabalski im Deutschen Roten Kreuz Düsseldorf aktiv.